# Aeroporto Internacional Antonio José de Sucre
O Aeroporto Internacional Antonio José de Sucre (código IATA: CUM e código OACI: SVCU) é um aeroporto venezuelano localizado na cidade de Cumaná, estado Sucre, no oriente Venezuela.

## Infra-estrutura
Possui uma pista de 3100 m × 45 m, tem um terminal internacional e nacional, bancos, casas de câmbio, empresas de aluguel de automóveis e estacionamento para 500 veículos. Tem ajudas à Navegação Aérea: VOR, DME, RADARES Primários e Torre de Controle dotada de equipes de telecomunicações, serviço meteorológico e serviço de combustível JET-AI.

Atualmente o aeroporto encontra-se em fase de remodelagem do terminal, estando em construção duas pistas: uma de 3000 metros e outra de 3200 metros. A construção será necessária para que o aeroporto tenha um Terminal Internacional.

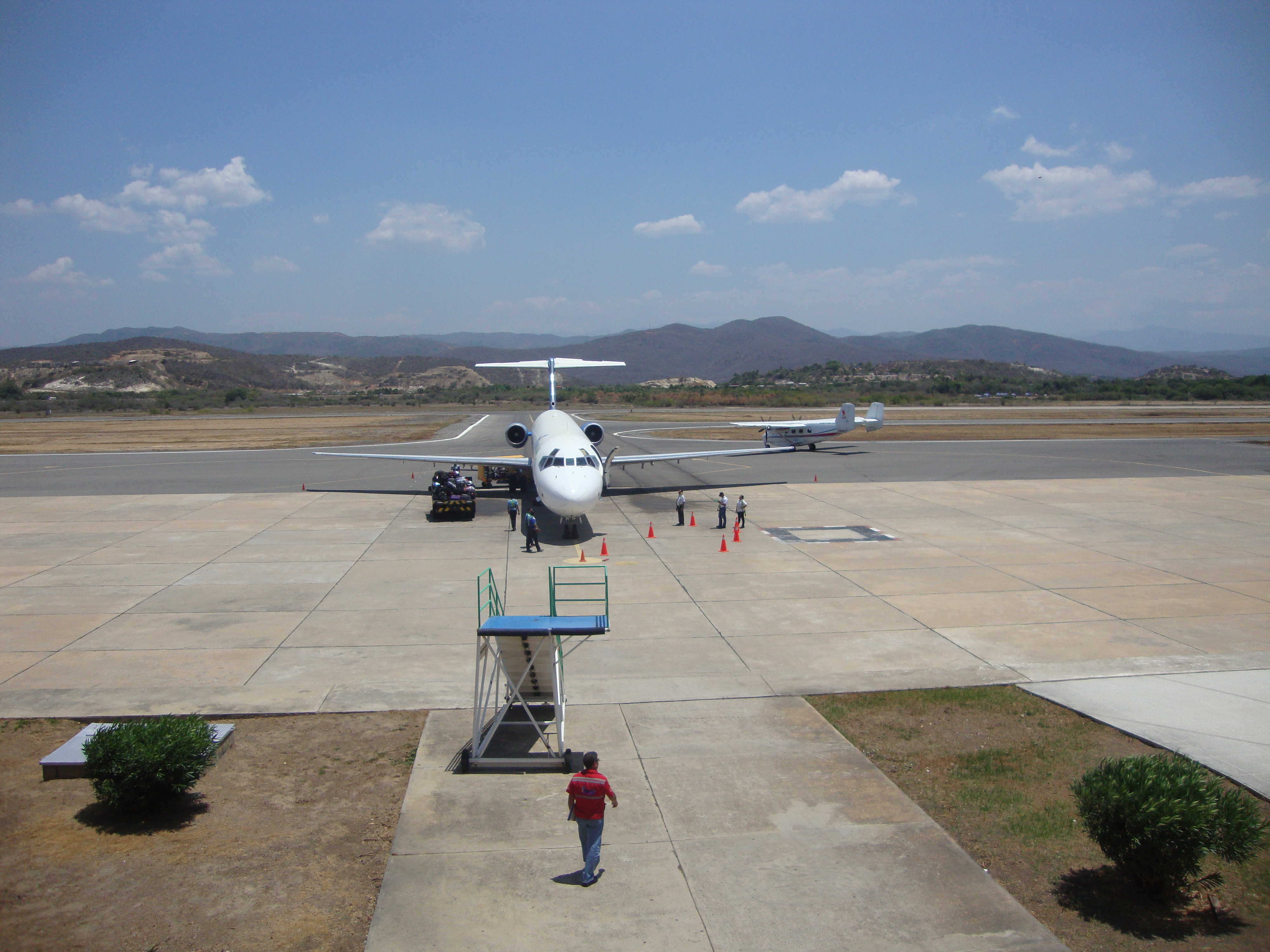
MD-82 da Venezolana e um Sky Truck preparando a descolagem!

## História
Foi inaugurado em meados dos anos 1980 e assim substituiu ao antigo aeroporto que já estava muito obsoleto, chamado Aeroporto de San Luis nas redondezas da antiga Praia San Luis (que foi invadida no começo dos anos 1980) e não estava dentro dos padrões internacionais de segurança. À época a pista de San Luis media 1300 metros de comprimento x 45 metros de largura e pousavam aeronaves do tipo: DC-3, Lockheed Constellation, Martin 4-0-4, DC-6, Convair 580 e Boeing 727.

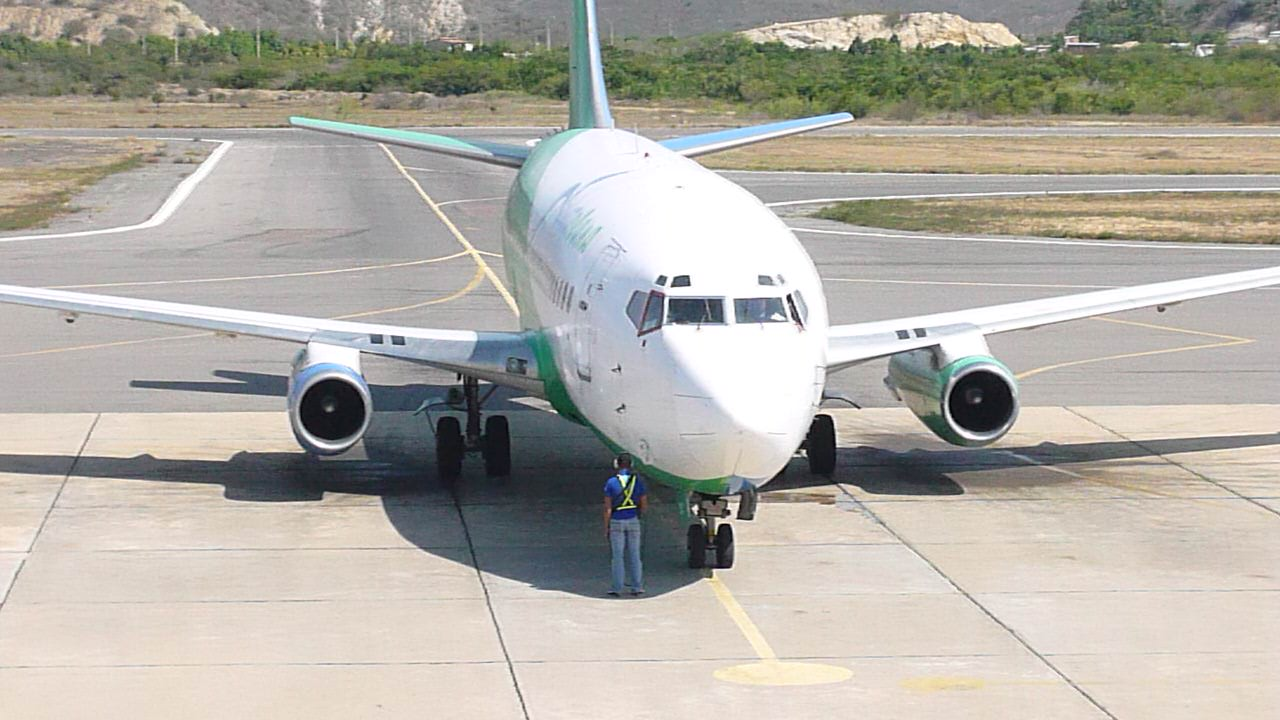
Boeing 737 da Venezolana!